# José Antonio Muñoz Rojas
José Antonio Muñoz Rojas (* 9. Oktober 1909 in Antequera, Andalusien, Spanien; † 28. September 2009 ebenda) war ein spanischer Dichter und Schriftsteller.
José Antonio Muñoz Rojas studierte Rechtswissenschaften an der Universidad Central de Madrid. An der Universität Cambridge wurde er in Vergleichender Literaturwissenschaft promoviert.
Mit seinem 1929 veröffentlichten Werk „Versos“ wurde er bekannt. Er wurde der Dichtergruppe der Generación del 27 zugeordnet.
Er wurde mehrfach ausgezeichnet, unter anderem mit dem spanischen Nationalpreis für Poesie (1998) und dem Königin-Sofia-Preis für iberoamerikanische Poesie (2002). Er war Ehrenbürger von Andalusien (1992).